# لوون مادویان
لوون مانوکی مادویان (ارمنی: Լևոն Մանուկի Մադոյան؛ زادهٔ ۱۰ اوت ۱۹۰۹ - درگذشته ۱۹ سپتامبر ۱۹۶۴) موسیقی‌دان و نوازنده دودوک اهل ارمنستان بود. وی بین سال‌های - تا - میلادی فعالیت می‌کرد.

## زندگی‌نامه
وی در ۱۰ اوت ۱۹۰۹ در آلکساندراپول به دنیا آمد . وی در های‌فیلارمومنیک و Հայաստանի ազգային ռադիոյի ժողովրդական գործիքների անսամբլ|گروه سازهای محلی رادیو ملی ارمنستان فعالیت می‌کرد. وی همچنین برنده جوایزی همچون هنرمند مردمی ارمنستان شوروی (۱۹۶۱) شد. وی در ۱۹ سپتامبر ۱۹۶۴ در سن ۵۵ سالگی در ایروان درگذشت.

## نگارخانه

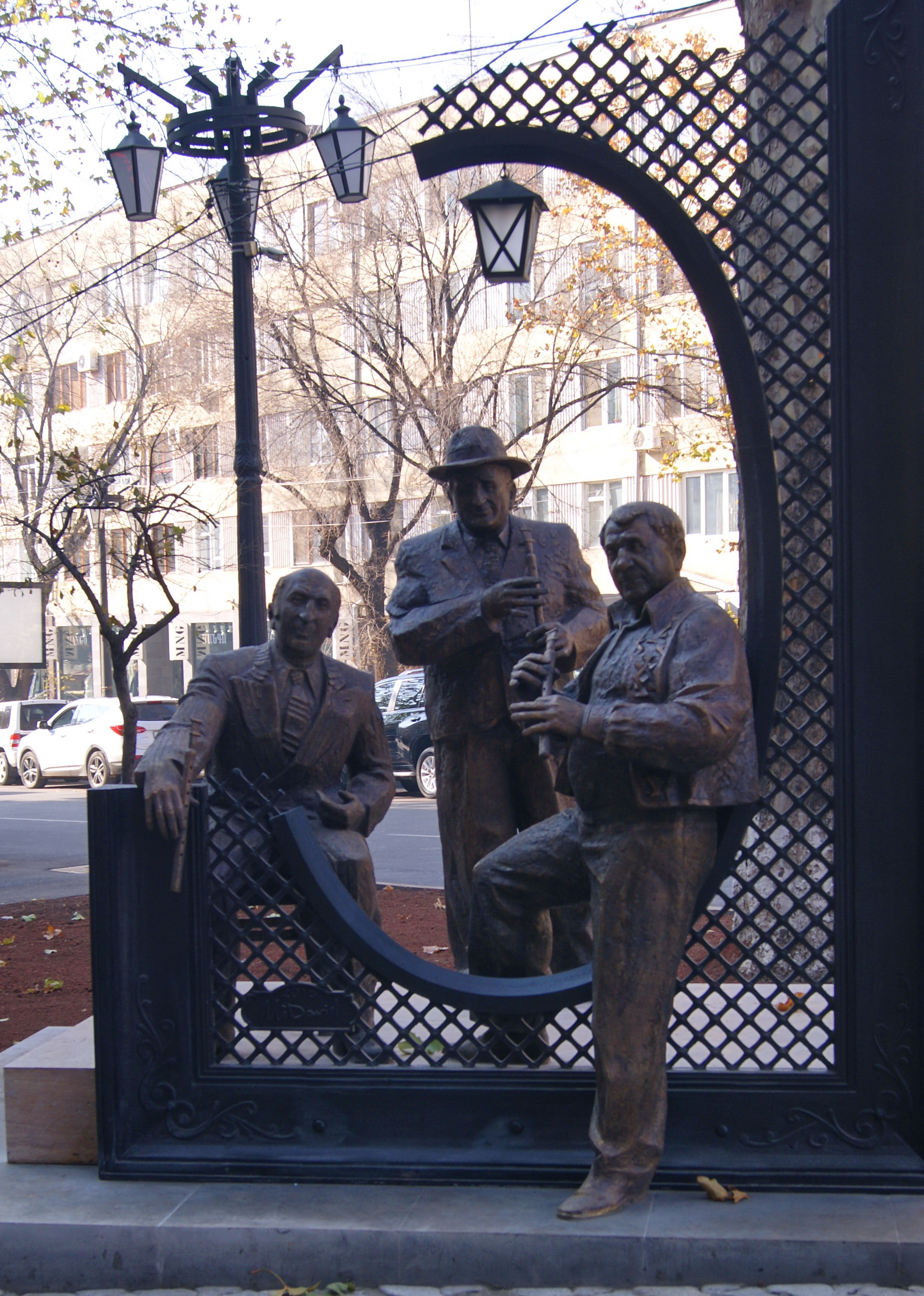
Ուշացած լուսանկար արձանախումբը՝ նվիրված واچه هوسپیان،  لوون مادویان و جیوان گاسپاریان
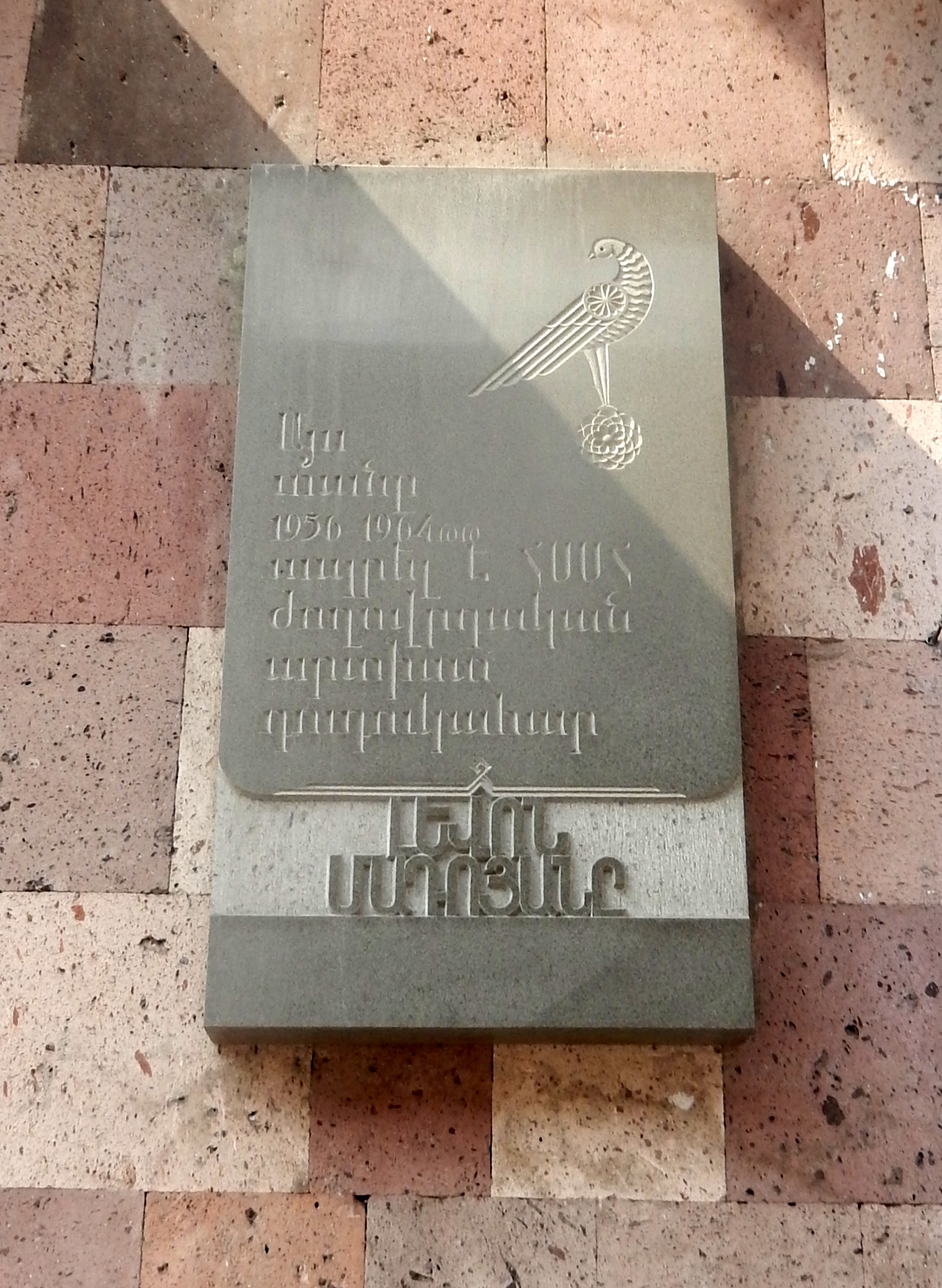
تخته یادبود لوون مادویان در ایروان